# Psychotria oligocarpa
Psychotria oligocarpa är en måreväxtart som beskrevs av Karl Moritz Schumann. Psychotria oligocarpa ingår i släktet Psychotria och familjen måreväxter. Inga underarter finns listade i Catalogue of Life.